# València Futbol Sala
El  València Futbol Sala (també conegut com a VFS) és un club de futbol sala valencià de la ciutat de València.

## Història
El club es fundà l'any 1983 amb el nom de Distrito 10 València per la unió de Discocentro i Orvibra, ingressant a la Federació Espanyola de Futbol Sala. (FEFS). La temporada 1984/85 l'equip es traslladà al pavelló Font de Sant Lluís. Posteriorment es va moure al pavelló de Marcol. La temporada 1991/92 es traslladà a la ciutat de Torrent. El club ha tingut les següents denominacions:
- 1983/89 - Distrito 10 València
- 1989/90 - València Distrito 10
- 1990/91 - València Choleck
- 1991/96 - València Vijusa
- 1996/98 - Yumas València
- 1998/04 - València Vijusa
- 2004/06 - València Futbol Sala
- 2006/08 - Armiñana València
- 2008/-- - València Futbol Sala

En finalitzar la temporada 2007/08, amb la pèrdua del seu principal patrocinador, l'equip decideix renunciar a la seva plaça a Divisió d'Honor.

## Palmarès
- Copa espanyola de la FEFS:
  - 1985
- Copa espanyola de la LNFS:
  - 2002
- Divisió de Plata:
  - 1994, 1999, 2006

## Escuts
- Escut fundacional
- Escut històric
- Escut comercial (actual)